# Riez (Francja)
Riez /(łac.) Rhegium/ – miejscowość i gmina we Francji, w regionie Prowansja-Alpy-Lazurowe Wybrzeże, w departamencie Alpy Górnej Prowansji.

## Demografia
Według danych na rok 1990 gminę zamieszkiwało 1707 osób, a gęstość zaludnienia wynosiła 43 osoby/km². W styczniu 2015 r. Riez zamieszkiwało 1848 osób, przy gęstości zaludnienia wynoszącej 46,5 osób/km².